# Forças Armadas de Taiwan

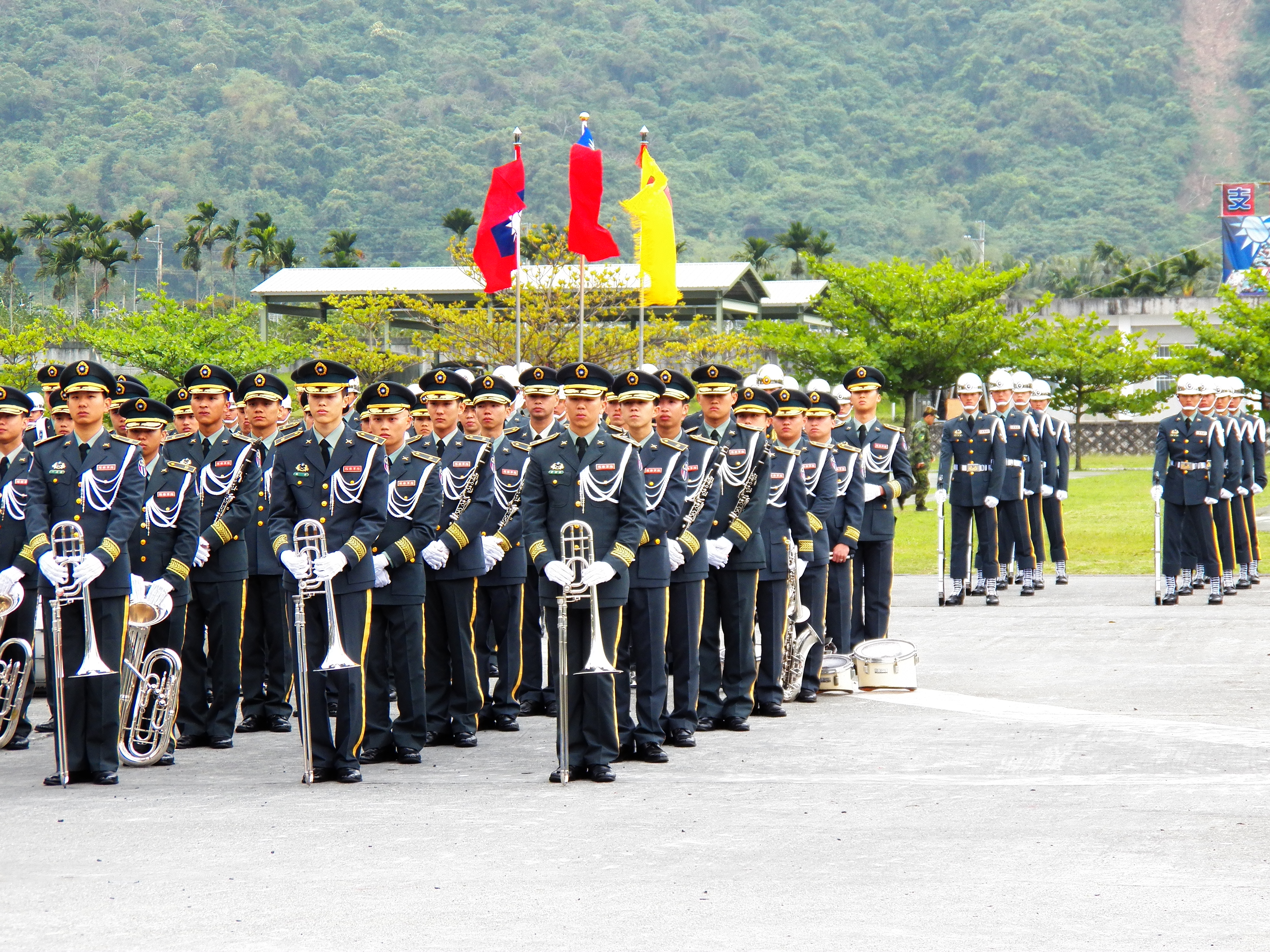
Militares da Guarda de Honra do exército

As Forças Armadas da República da China (chinês: 中華民國國軍, pinyin: Zhōnghuá Mínguó Guójūn), também chamada de Forças Armadas de Taiwan, são a principal força de defesa nacional da nação taiwanesa. É composta de um exército, marinha (incluindo corpo de fuzileiros), força aérea e polícia militar. É considerada uma das melhores forças armadas da Ásia, com um grande orçamento e um número considerável de recrutas disponíveis (quase 300 mil).
Desde 2002, os militares taiwaneses estão sob direta subordinação civil, pelo Ministério da Defesa e o Yuan Legislativo.
Foi formada a partir do antigo Exército Nacional Revolucionário Chinês, até ser oficialmente renomeado como Forças Armadas da República da China em 1947 devido a implementação da nova constituição do país.
Até a década de 1970, o principal objetivo declarado das forças armadas de Taiwan era retomar a China continental das mãos dos comunistas através do "Projeto Glória Nacional". Atualmente, a principal missão dos militares é defender as ilhas de Formosa, Penghu, Kinmen, Matsu e outras localidades pertencentes a Taiwan na região contra um ataque do Exército de Libertação Popular chinês, devido as disputas do estatutos políticos da República da China.
Apesar da cooperação com nações vizinhas na Ásia e da importações de armas da Europa, é com os Estados Unidos que Taiwan mantém seus maiores e mais extensos laços militares. Os estadunidenses exportam enormes quantidades de armamentos para este país, além de fazer ocasionalmente exercícios militares conjuntos, apesar dos protestos do governo chinês.

## Galeria

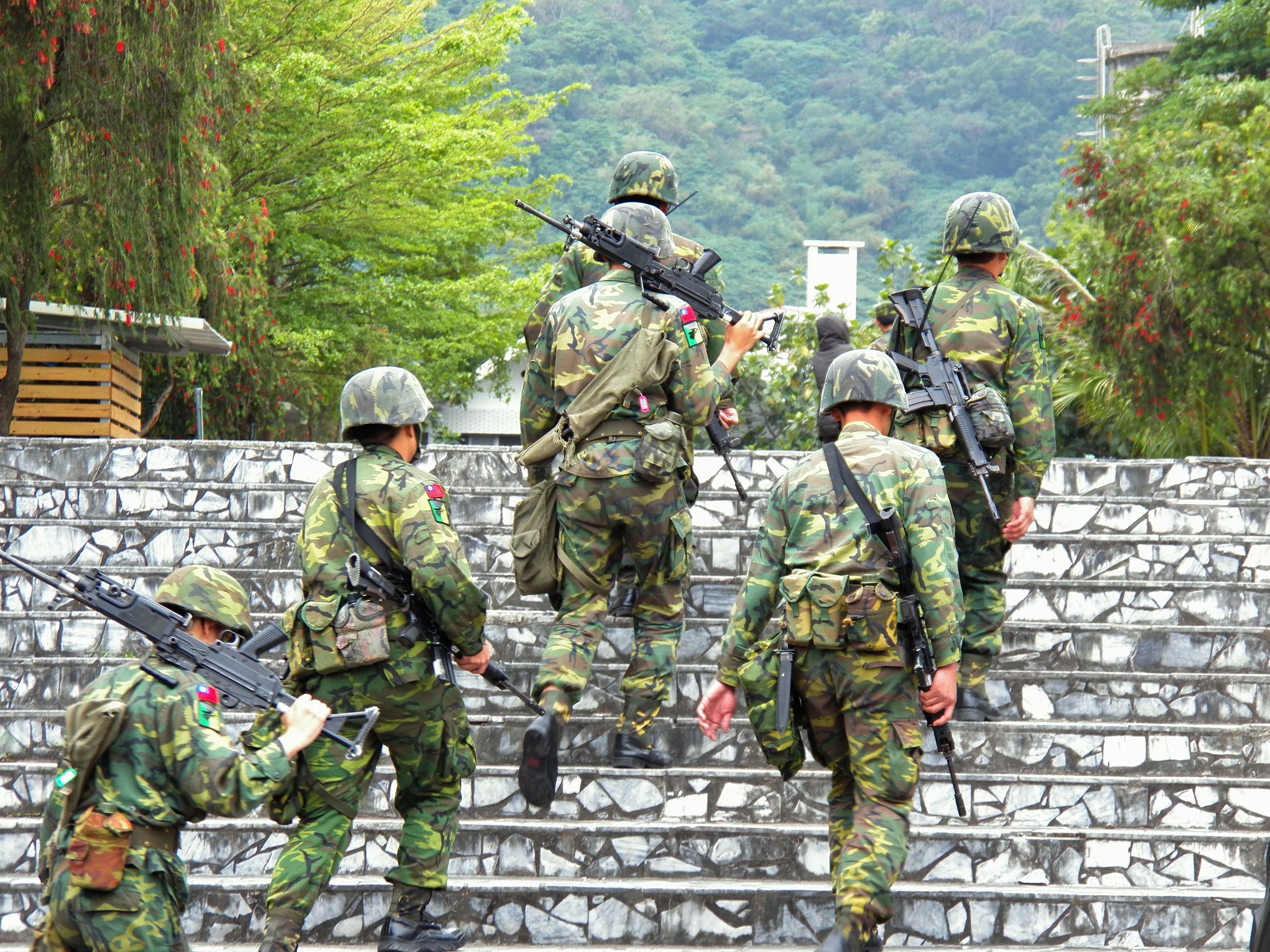
Soldados do Exército.
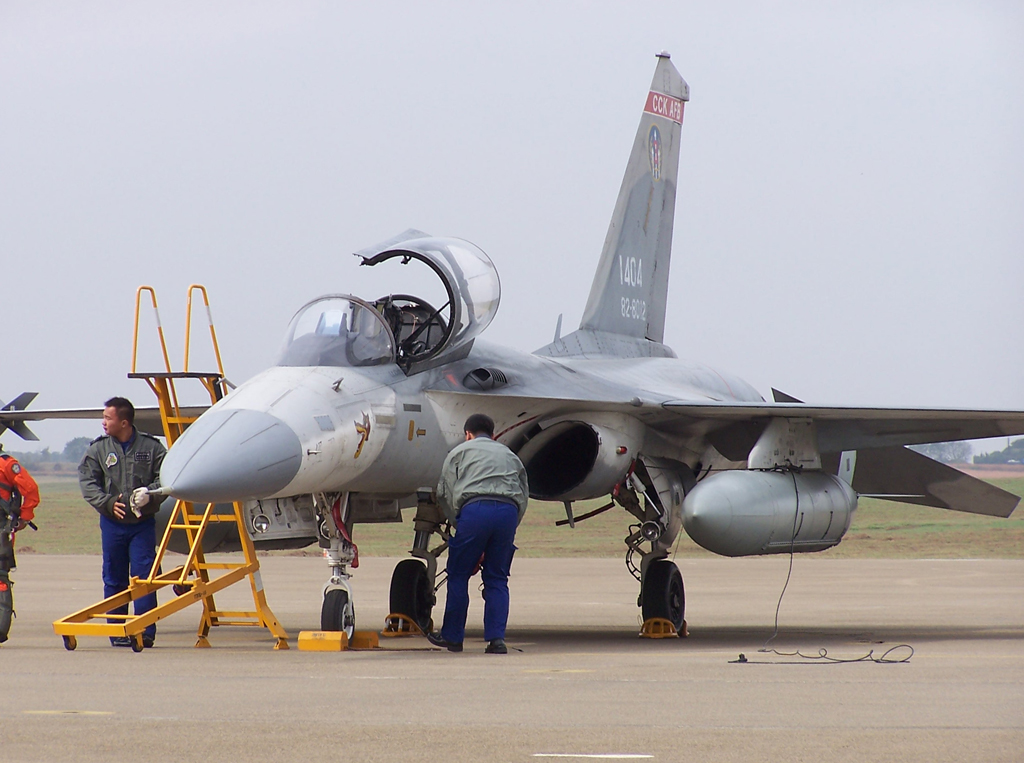
O caça taiwanês AIDC F-CK-1, de fabricação nacional.
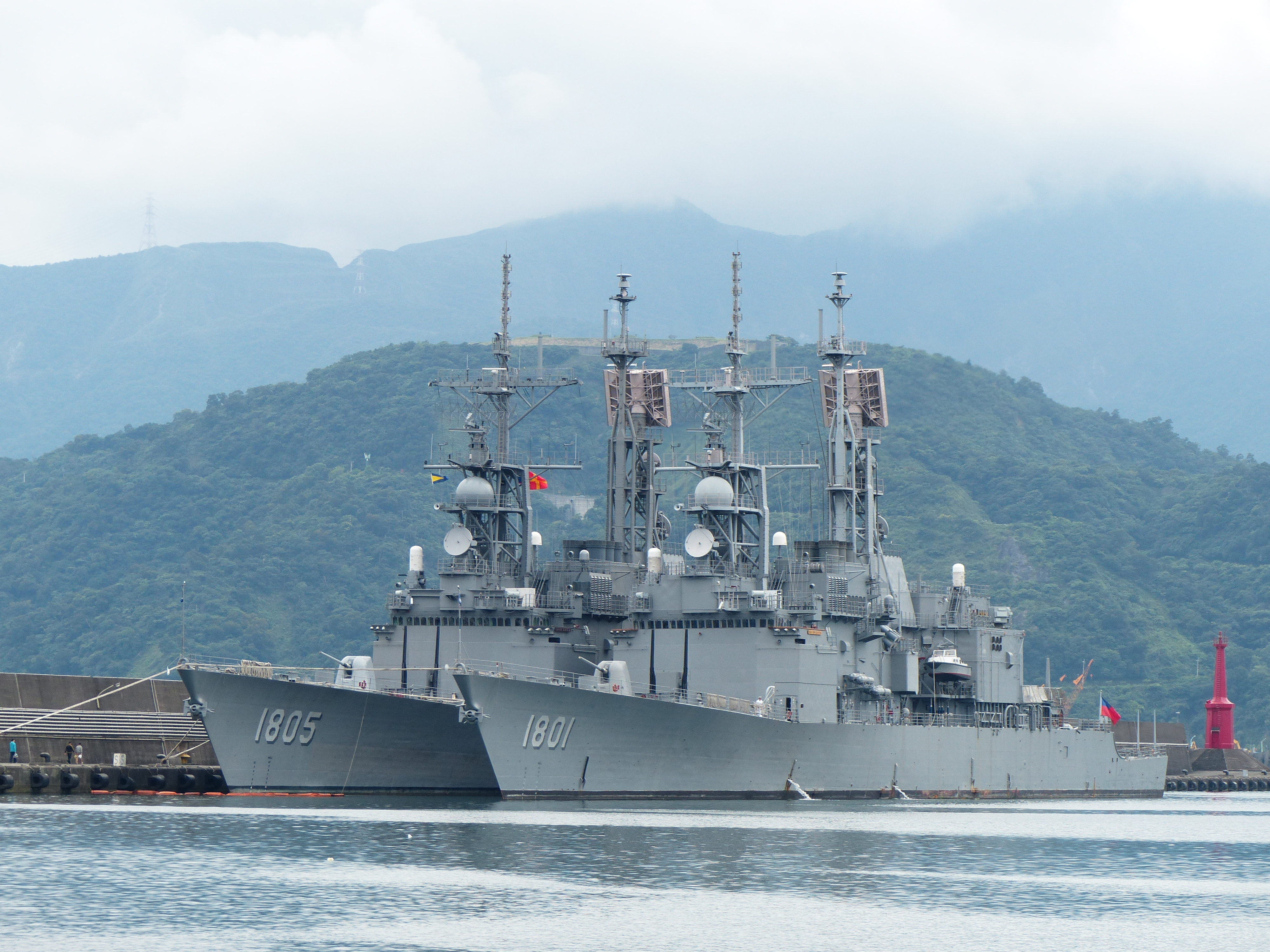
Contratorpedeiros da classe Kidd.
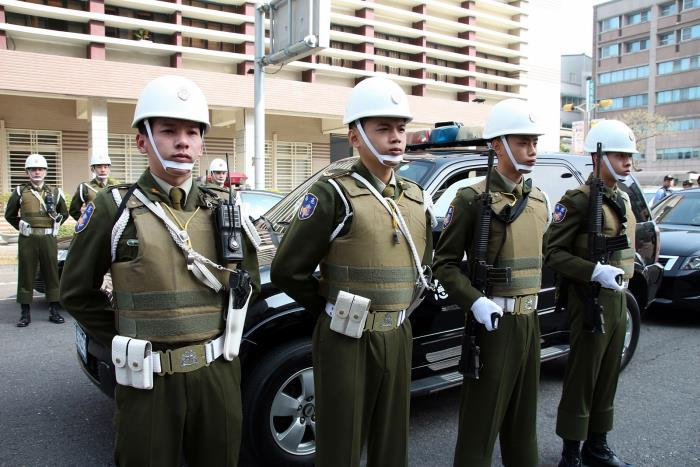
Soldados da Polícia Militar.
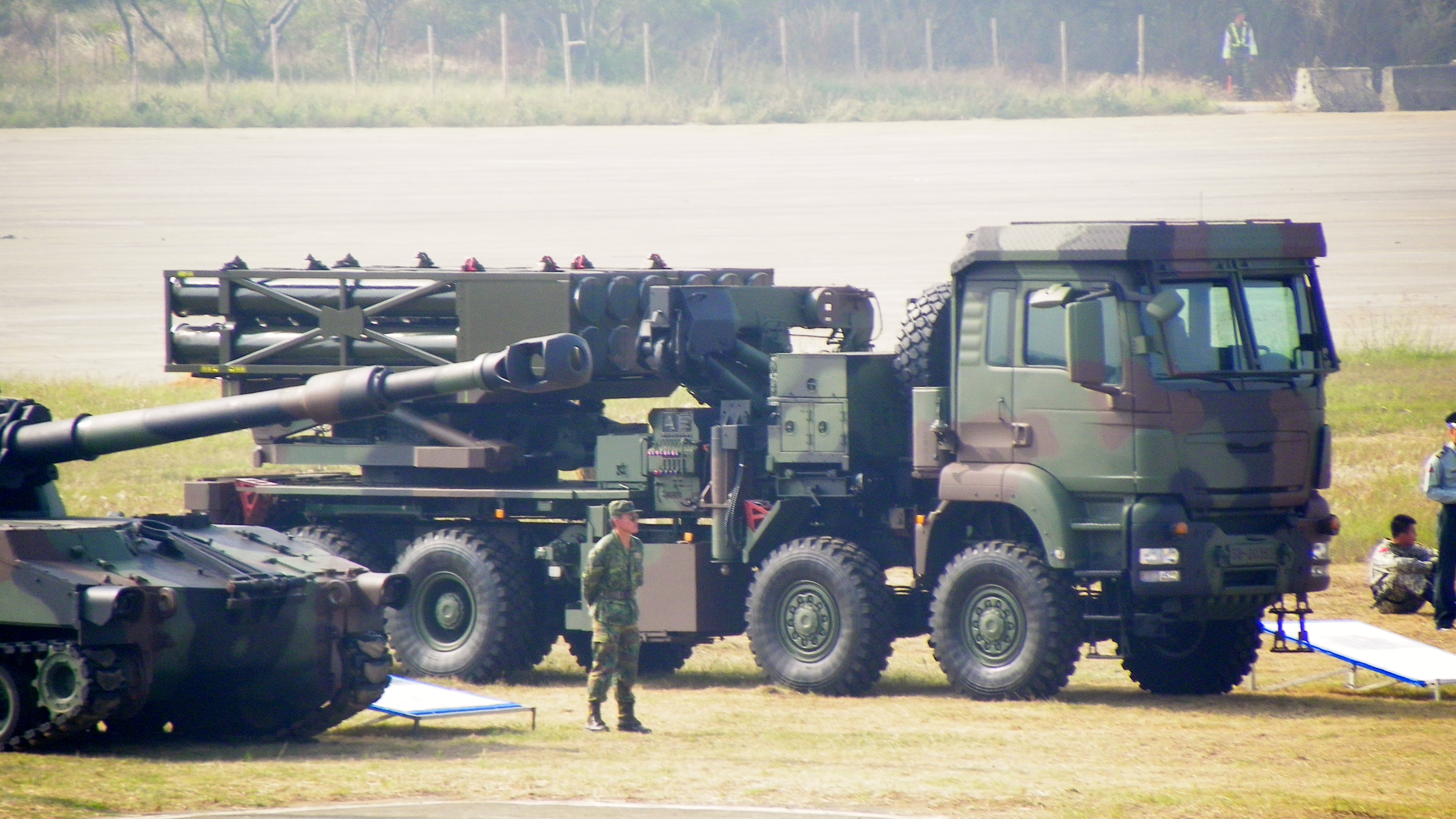
Um lança míssil Thunderbolt-2000 de Taiwan.
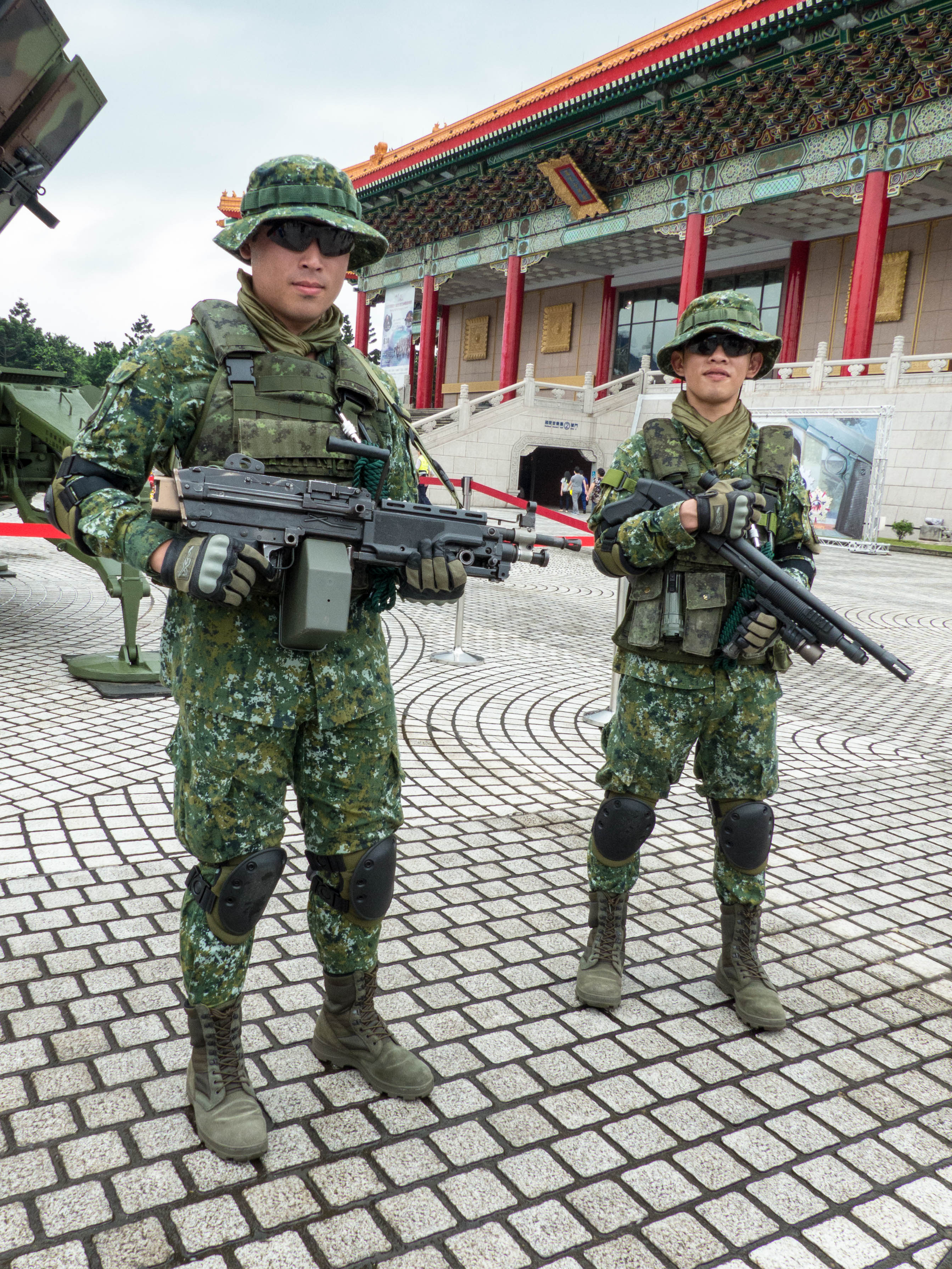
Dois soldados do exército da República da China.
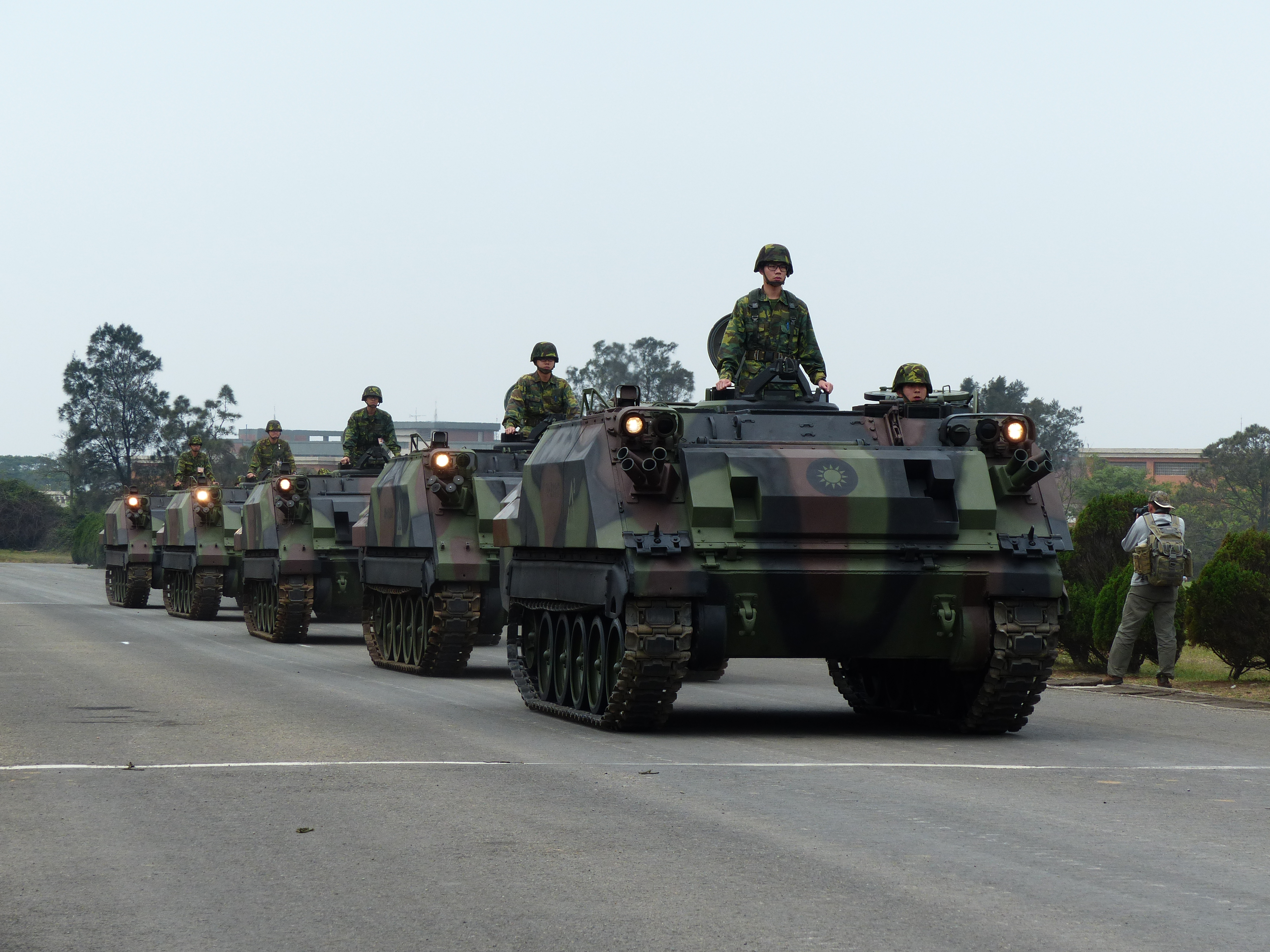
Veículos CM-21 taiwanês, uma variante do M-113.
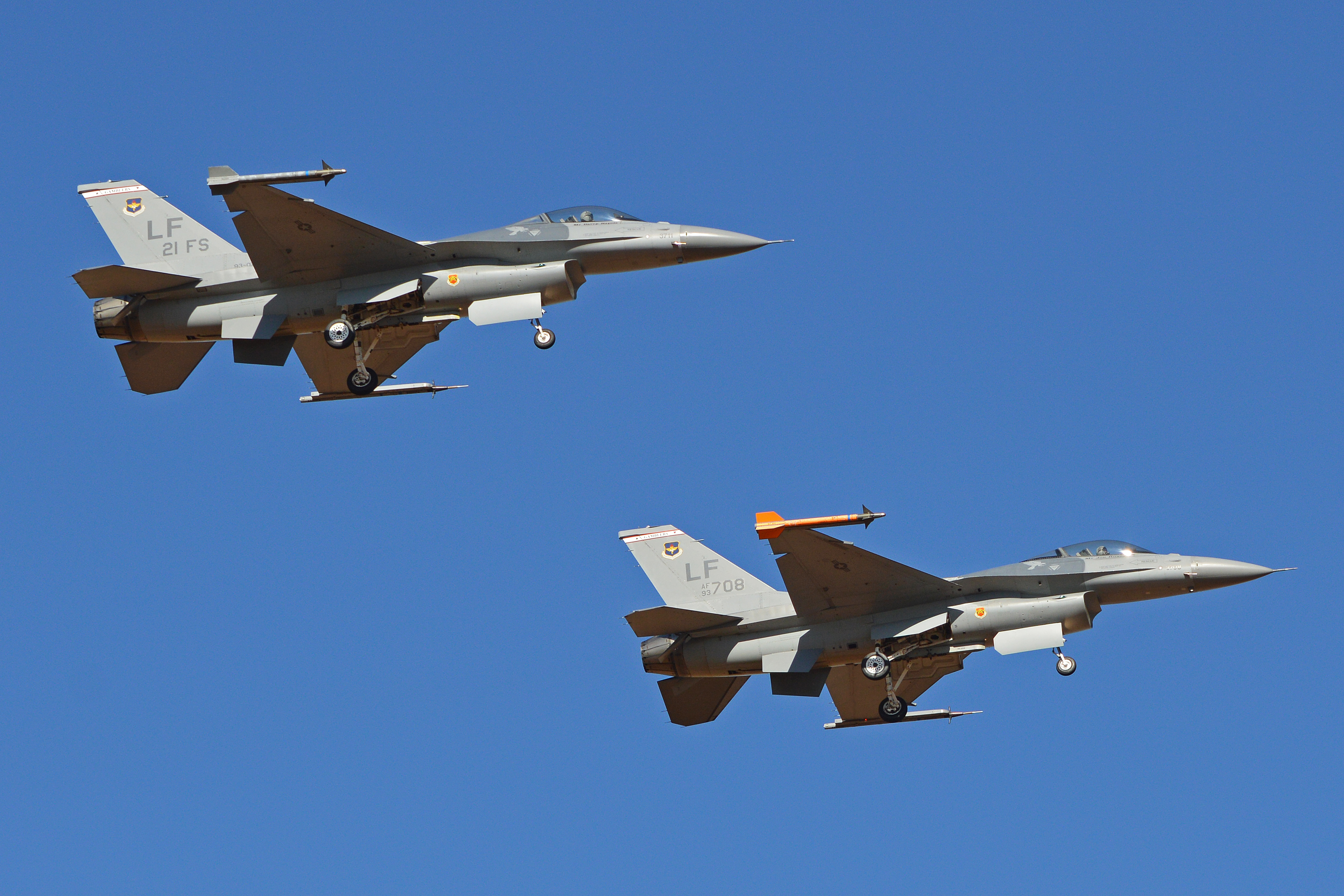
Dois caças F-16 da força aérea taiwanesa

## Ligação externa
- Site oficial (em inglês)

ㅤ